# Lessertia falciformis
Lessertia falciformis är en ärtväxtart som beskrevs av Dc. Lessertia falciformis ingår i släktet Lessertia och familjen ärtväxter. Inga underarter finns listade i Catalogue of Life.